# Пурпурный блестящий скворец
Пурпурный блестящий скворец (лат. Lamprotornis purpureus) — вид воробьиных птиц из семейства скворцовых (Sturnidae).

## Описание
Птица с пурпурно-металлическим оперением.
Традиционно эти птицы гнездятся в древесных дуплах, но в дальнейшем приспособились для постройки гнёзд на крышах и даже дренажных трубах.

## Ареал
Распространён к югу от пустыни Сахары, от Сенегала на западе до Судана, Кении и Уганды на востоке.